# Região do Volga
A região do Volga (em russo:   Russian: Пово́лжский райо́н, Povolyskyy rayón, literalmente: "ao longo do Volga") é uma região histórica da Rússia que abrange a bacia de drenagem do rio Volga, na Rússia central e meridional. O rio Volga abrange a região mais importante da Rússia, sendo uma fonte vital de transporte, água-doce, e pesca. O Volga é o rio mais longo da Europa percorrendo 3,960 Km (2,293 milhas) e a principal bacia de drenagem da Rússia ocidental. Ao longo dos séculos, o Volga tem sido um meio de interligação entre os principais centros industriais da Rússia, Moscovo e regiões do sul através duma rede de canais e outras vias fluviais. O Volga desagua no Mar Cáspio, e um canal adicional liga-o também ao Mar Negro através do rio Don. 
A região do Volga é culturalmente separada em três secções: 
- Região do Alto-Volga - da nascente do rio Volga no Oblast de Tver à foz do Rio Oca em Nijni Novgorod
- Região do Médio-Volga - da foz do rio Oca à foz do rio Kama ao sul de Kazan (Cazã)
- Região do Baixo-Volga - da foz do Rio Kama ao Delta do Volga no Mar Cáspio, no Oblast de Astrakhan, o que corresponde em modo geral a município.

Os limites geográficos da região são vagos, e o termo "Região do Volga" é usado para se referir principalmente às secções do Médio e Baixo Volga, que estão incluídas no Distrito Federal do Volga e na região económica do Volga .

## Geografia

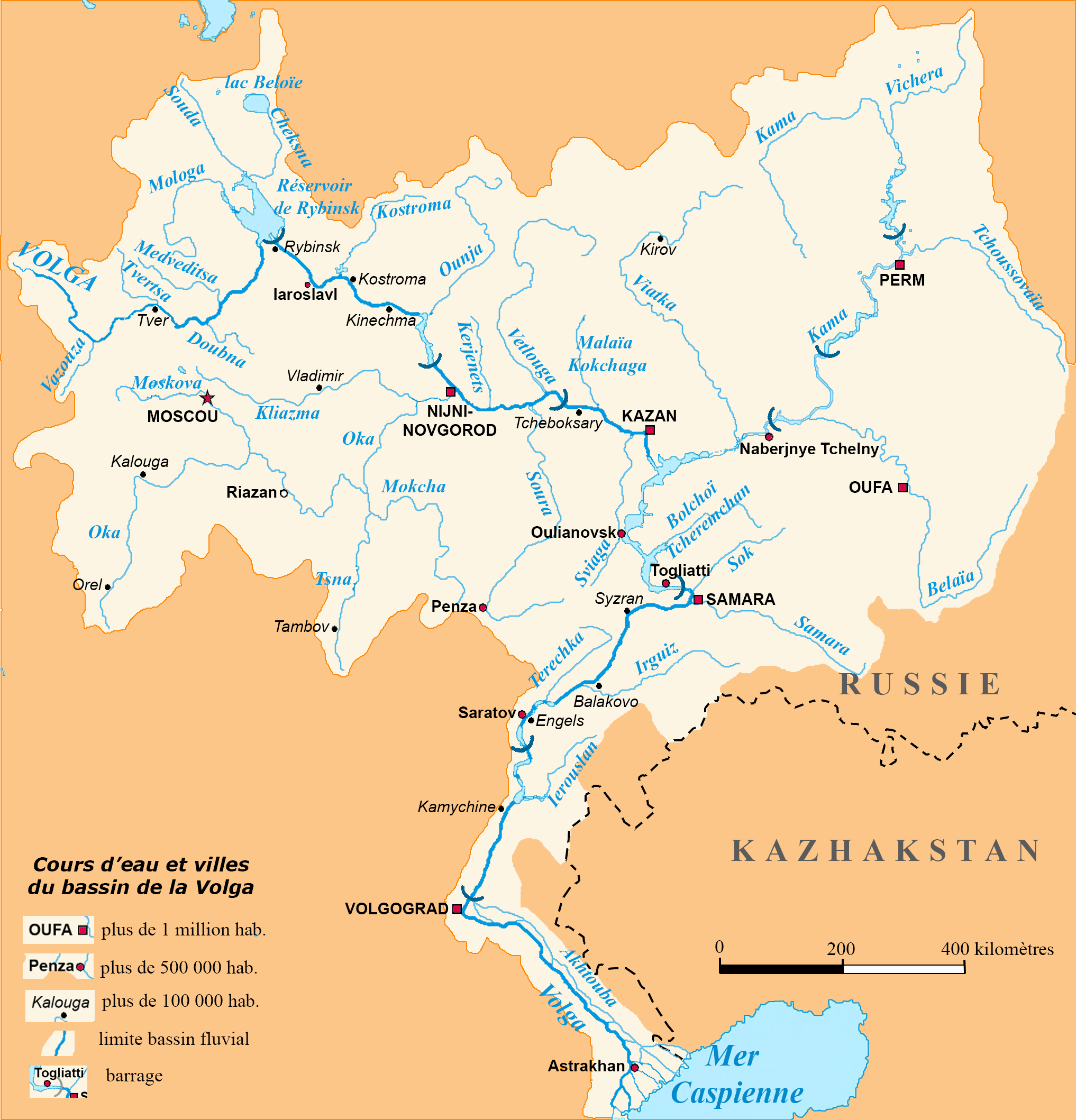
Bacia do Volga

A região do Volga está quase inteiramente dentro da planície do Leste Europeu, com uma notável distinção contrastando o lado ocidental elevado com o Planalto do Volga e o lado oriental conhecido como Transvolga ( em russo:  Заволжье , Zavoljye). Este último consiste no Alto-Transvolga e a planície do Baixo-Transvolga.      
A região Idel-Ural, um grupo de seis divisões federais entre o rio Volga e os montes Urais, é geralmente considerada como uma parte da região do Volga, embora o rio não passe por cada um deles. Idel-Ural está incluído numa extensa saliência noroeste da bacia de drenagem do rio Volga, incluindo vários afluentes, como o rio Malaya Kokshaga. Inclui igualmente sub-afluentes, como o rio Belaia que desagua no rio Kama, um afluente direto do rio Volga.  

## História
De acordo com diferentes fontes, a região foi habitada principalmente por povos eslavos, turcos e vikings.
Povoljye desempenhou um papel importante no surgimento do Grão-Canato de Rus. O rio Volga era usado principalmente por comerciantes do mundo oriental e viking.

## População
A região abriga cerca de 40% da população Russa com as principais cidades de Iaroslavl, Costroma, Nijni Novgorod, Tcheboksary, Kazan, Ulianovsk, Togliatti, Samara, Saratov, Volgogrado e Astrakhan todas localizadas diretamente no rio Volga. Outras cidades importantes nos afluentes do Volga incluem Riazan, Dzerjinsk, Kaluga e Oriol no rio Oca, Penza no rio Sura, Perm e Naberejnye Tchelny no rio Kama, Ioshkar-Ola no rio Malaya Kokshaga e Dimitrovgrad no Bolshoy Rio Cheremshan.     
As principais cidades localizadas nos afluentes e sub-tributários do Volga incluem Moscovo, a maior cidade e capital da Rússia, nas margens do rio Moskva, um afluente do rio Oca. Kirov fica localizado no rio Viatka, e Ufa, Sterlitamak e Salavat encontram-se localizados no rio Belaia, ambos afluentes do rio Kama.